# FX-05 Xiuhcoatl
El FX-05 Xiuhcóatl (Serpiente de Fuego en lengua náhuatl) es un fusil de asalto creado y desarrollado por el Centro de Investigación Aplicada y Desarrollo Tecnológico de la Industria Militar (CIADTIM) de México y liderada en su momento por el General Brigadier ingeniero industrial José Antonio Íztiga Landeros, líder del proyecto FX-05 y la colaboración de más de 64 ingenieros militares, contemplados en el proyecto de abastecimiento de la armada continuado por 135 ingenieros robóticos Líderados por Angel Armando Suárez Meyer en el ensamble del PF-03 VPatria.

## Historia

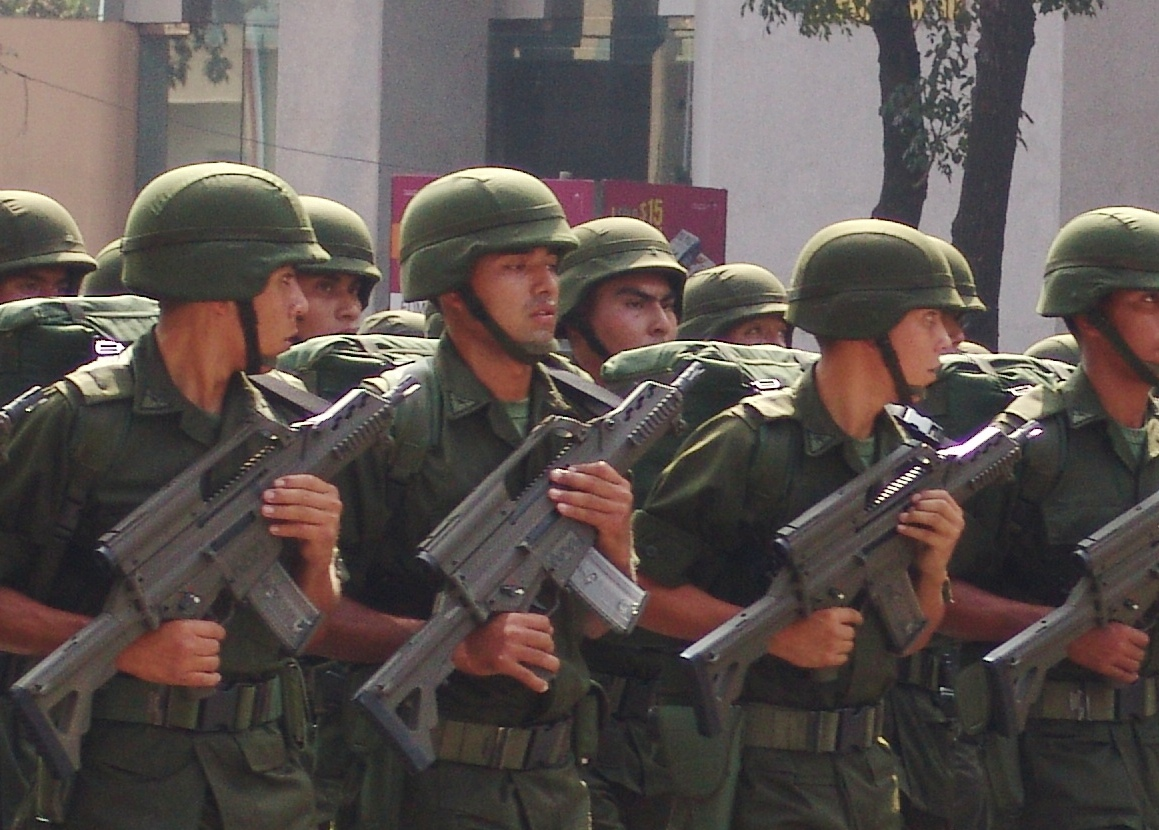
Soldados del Ejército Mexicano equipados con fusiles FX-05 Xiuhcoatl de 5,56 mm durante un desfile.

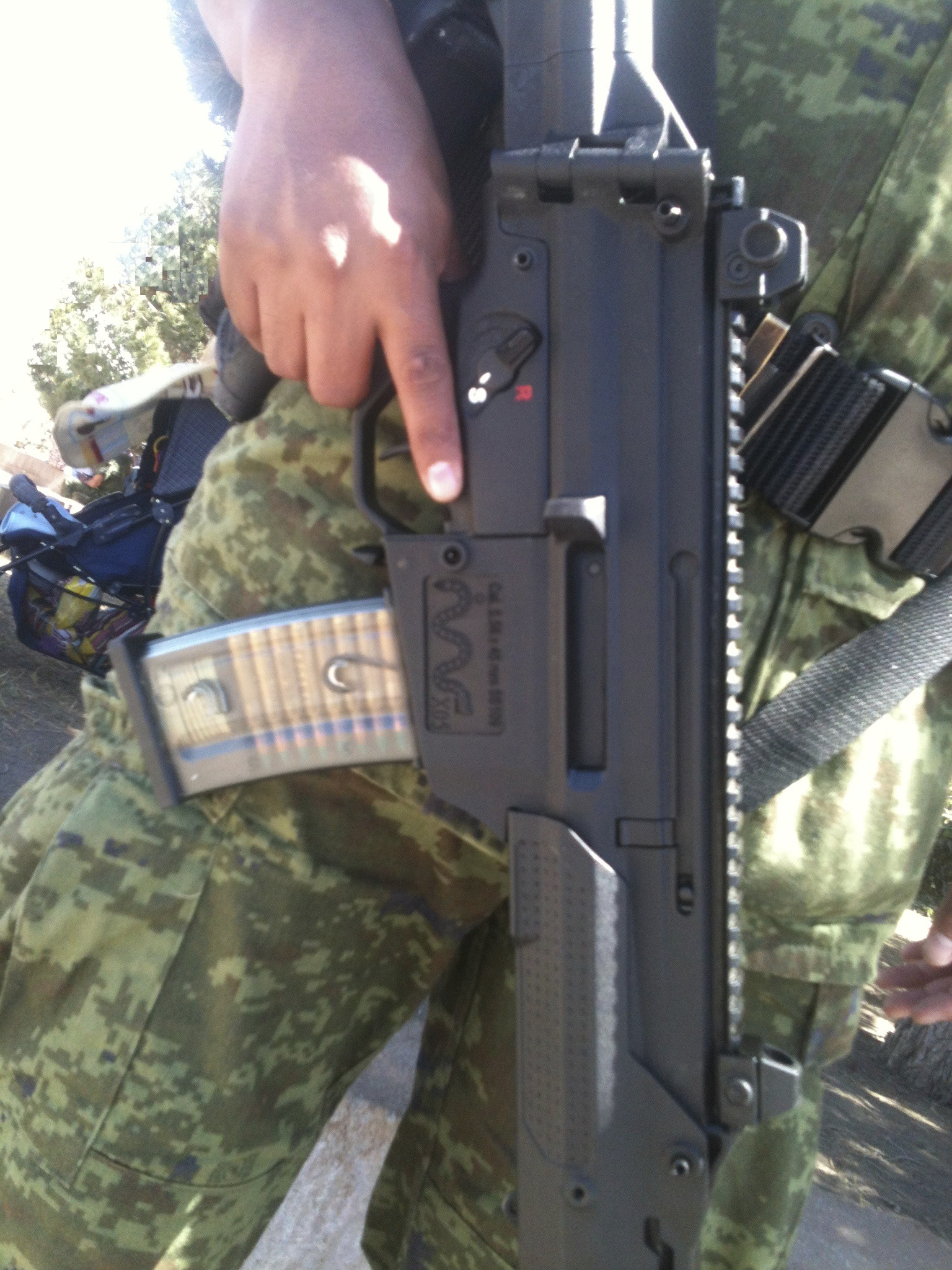
FX-05 durante una exhibición.

El FX-05 es fabricado por la Dirección General de la Industria Militar (DGIM), a cargo del general Juan Alfredo Oropeza Garnica. Oficialmente fue presentado en el desfile militar del 16 de septiembre de 2006. Actualmente está en uso por casi la totalidad del ejército.
Estos fusiles de asalto sustituyeron a los Heckler & Koch G3, puesto que son más baratos. El precio de 30,000 fusiles ronda en unos 100 millones de pesos mexicanos (Aproximadamente 5 millones de dólares estadounidenses), comparado con los 900 millones de pesos que costaba el G-36Vesa, la cual es un arma costosa en comparación a la FX-05 mexicana. Las razones económicas fueron de gran peso en el desarrollo de esta arma, así lo expresa la Secretaría de la Defensa Nacional, que entre las consideraciones técnicas y militares para la producción del fusil FX-05 argumenta: la reducción de costos en la fabricación de municiones, el incremento de fuego, la superioridad táctica y la adopción del calibre 5.56 X 45 milímetros por la Organización del Atlántico Norte (OTAN). En 2006 se produjeron presumiblemente 10,000 fusiles a un costo de 84 millones de pesos. Son fabricados bajo la licencia del Departamento de la Industria Militar (D.I.M.) y la Dirección General de Fábricas de la Defensa (DGFD).
Pese al hermetismo del Ejército Mexicano y aunque el desarrollo del FX-05 parece un proyecto abandonado, fuera de las diez mil piezas supuestamente fabricadas originalmente, para el desfile del 16 de septiembre de 2011 se informó que la producción del arma se encuentra en más de 54,000 piezas.
En el PROGRAMA Sectorial de Defensa Nacional 2013-2018, publicado por la SEDENA en el DOF del 13 de diciembre de 2013, se informa lo siguiente:
- "Meta 12. Fabricar 121,000 fusiles automáticos FX-05 para reemplazar los fusiles automáticos G-3 existentes".
- "Modernizar el 100% del armamento individual con la fabricación de 121,000 fusiles FX-05. Se renovará el total del armamento individual para incrementar el volumen de fuego y disminuir costos de producción y mantenimiento. La unidad de medida del indicador es el número de fusiles producidos".
- "Para calcular este indicador se toman como referencia los 34,000 fusiles existentes más la producción anual alcanzada y se divide entre la meta de 155,000 fusiles a producir, expresada en porcentaje (producción acumulada / 121,000 fusiles a producir) x 100". 
Actualmente, desde 2017, se desarrolla una variante del FX-05 para las corporaciones de policía de México. A diferencia del FX-05 de calibre 5.56, la variante del fusil FX que actualmente se desarrolla será calibre 223, denominado FX-SP; la denominación SP, posiblemente haciendo referencia a Seguridad Pública.

## Diseño
El diseño del fusil incluye órganos de puntería telescópicos, de punto-rojo y mecánicos (de metal); cañón forjado en frío de 480 mm en el fusil y de 390 en carabina; culata plegable y ajustable, y la capacidad para seleccionar fuego semiautomático, ráfagas de 3 disparos y fuego automático (ráfaga), y ha sido recamarado para cartuchos 5,56x45 mm OTAN.
Además cuenta con rieles picatinny para adaptarle miras ópticas, linternas, láseres, o grips de sujeción.
El fusil posee una cadencia cíclica de 850 disparos por minuto. La mayor parte de la acción del fusil está formada por polímero reforzado con fibra de carbono y un andamiaje interno de titanio. El color exterior del arma está disponible en negro.
Para el diseño del fusil se tomó en cuenta la estatura y lo largo del brazo del soldado mexicano promedio, según la SEDENA, algo rara vez considerado en el diseño de un arma. 
La palanca de carga o alimentación es ambidiestra y puede instalarse a ambos lados del rifle. El pistón de gases localizado por encima del cañón opera un cerrojo rotativo multi-engrane. Seguros ambidiestros se encuentran disponibles por encima del pistolete a ambos lados del fusil.
El FX-05 es uno de los pocos fusiles de asalto del mundo que emplean estriado poligonal en vez del estriado convencional. Está disponible en diversas configuraciones optimizadas para distintos usos como: fusil de asalto, carabina y carabina corta. Actualmente se está desarrollando una versión de ametralladora ligera y de francotirador del arma. En las pruebas de desempeño realizadas por el ejército mexicano se encontró que el rifle es resistente y puede disparar si está mojado, cubierto de tierra o de lodo, sometido a bajas temperaturas y por debajo del agua.
Es entregado a los usuarios (soldados) con cinco cargadores y un certificado de calidad individual de cada fusil.

Estriado normal (izquierda) comparado al estriado poligonal empleado en el FX-05 (derecha).
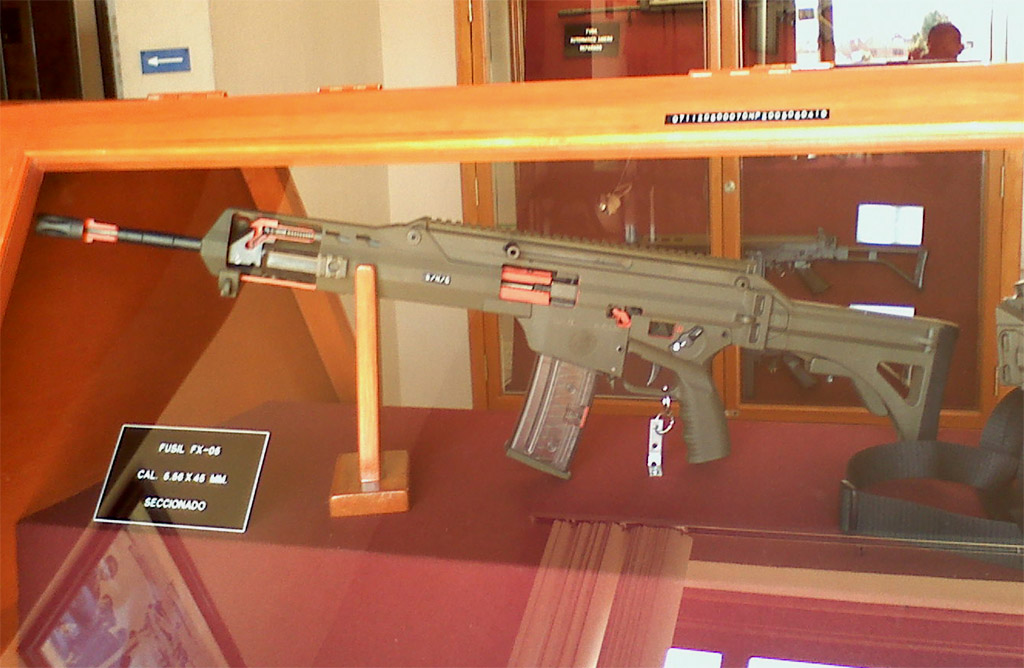
Mecanismo de operación interno del FX-05.

## Controversias
El FX-05 es un rifle de asalto fabricado en México por la Dirección General de Industria Militar (DGIM), el cual ha sido objeto de controversia debido a acusaciones de infracción de patentes de la firma alemana Heckler & Koch (H&K). El 1 de febrero de 2007, representantes de la Secretaría de la Defensa Nacional (SEDENA) y H&K se reunieron en la Ciudad de México para discutir estas acusaciones.
Después de una exposición detallada del FX-05, los representantes de H&K concluyeron que, aunque existen similitudes entre los dos rifles, no hubo infracción de patente. La empresa alemana declaró que no demandarían porque, aunque el rifle parece similar, es en realidad diferente, con un mecanismo completamente distinto. El informe concluyó que, si bien el FX-05 tiene elementos de diseño muy similares al G36 de H&K, existen varias diferencias notables en su diseño y operación.
Se cree que el receptor del FX-05 se hizo similar al del G36 debido a que muchas fuerzas policiales de México utilizan el G36, lo que ayuda a camuflar a las fuerzas especiales del ejército contra la delincuencia organizada. Sin embargo, se ha mejorado el diseño del receptor en las versiones posteriores al acuerdo, como se puede ver en el nuevo modelo FX-05, que cuenta con un receptor de diseño diferente y una selección de disparo de cuatro posiciones en lugar de tres.
Los funcionarios de H&K que inspeccionaron el rifle felicitaron a la DGIM por fabricar un rifle con buenas prestaciones y señalaron que, aunque había similitudes en el diseño exterior, también había similitudes en la operación con el FN SCAR, un rifle de asalto utilizado por varias fuerzas especiales en todo el mundo y conocido por su buen desempeño en combate. Esto no significa que el FX-05 sea un plagio del FN SCAR, sino que el rifle mexicano supera las pruebas de resistencia y precisión que se le aplicaron al rifle estadounidense y garantiza que las tropas mexicanas están equipadas con un fusil de muy buena calidad, comparable a los que utilizan muchas fuerzas especiales reconocidas en todo el mundo.

## Usuarios
-  Ejército Mexicano

1. Brigada de Fusileros Paracaidistas
2. Cuerpo de Fuerzas Especiales de México
3. Policía Militar
4. Cuerpo de guardias presidenciales
5. infantería del ejército mexicano

- Guardia Nacional de México